# Tau Octantis
Tau Octantis (81 Octantis) é uma estrela na direção da constelação de Octans. Possui uma ascensão reta de 23h 28m 03.57s e uma declinação de −87° 28′ 56.1″. Sua magnitude aparente é igual a 5.50. Considerando sua distância de 522 anos-luz em relação à Terra, sua magnitude absoluta é igual a −0.52. Pertence à classe espectral K2III.